# Piotr van Falków
Piotr "Szyrzyk" van Fałków (Falkowski) (overleden op 6 juni 1348, Avignon) was de 26e bisschop van Krakau. Hij was een telg van de Poolse heraldische clan Doliwa (een afsplitsing  van de clan Odrowąż) en bezat samen met zijn broer de plaats Fałków, waar hij de dorpskerk stichtte. Piotr was voordat hij bisschop werd de vice-kastelein van Polen. Zijn broer Jakub was kastelein van Sieradz en custos van Gniezno. De bisschop is tijdens zijn reis naar Paus Clemens VI in Avignon aan de Zwarte Dood bezweken.